# Amphiprion bicinctus
Amphiprion bicinctus là một loài cá hề thuộc chi Amphiprion trong họ Cá thia. Loài này được mô tả lần đầu tiên vào năm 1830.

## Từ nguyên
Từ định danh của loài được ghép bởi hai từ trong tiếng Latinh: bi ("hai") và cinctus ("được bao quanh"), hàm ý đề cập đến hai dải sọc trắng ở ngay sau mắt và giữa thân.

## Phạm vi phân bố và môi trường sống
Từ Biển Đỏ, A. bicinctus được ghi nhận trải dài về phía nam đến vịnh Aden và Socotra, xa về phía đông là quần đảo Chagos.
A. bicinctus được quan sát gần các rạn san hô ngoài khơi và trong các đầm phá ở độ sâu đến ít nhất là 40 m. Chúng sống cộng sinh với 6 loài hải quỳ sau đây:
- Entacmaea quadricolor
- Heteractis aurora
- Heteractis crispa
- Heteractis magnifica
- Stichodactyla gigantea
- Stichodactyla mertensii

Một nghiên cứu tại bờ biển bán đảo Sinai (phía bắc Biển Đỏ) cho biết, A. bicinctus thích sống cộng sinh cùng với hải quỳ E. quadricolor hơn là hải quỳ H. crispa. Quan sát cho thấy, chỉ có một số ít cá thể A. bicinctus chưa phát triển sống trong các bụi hải quỳ H. crispa, trong khi hải quỳ E. quadricolor là nơi tập trung của những cá thể A. bicinctus trưởng thành (sống đơn độc hoặc theo cặp) cũng như nhiều cá thể con.
Hải quỳ E. quadricolor thường lớn hơn H. crispa nên chúng có đủ chỗ để A. bicinctus trưởng thành ẩn núp bên trong nhằm tránh sự săn mồi, còn H. crispa nhiều khả năng là nơi trú ẩn tạm thời của cá con trong khi chờ đợi khoảng trống ở E. quadricolor. Từ đó có thể kết luận rằng, kích thước và hình thái cơ thể của vật chủ (tức hải quỳ) tác động đến sự chọn lựa nơi sinh sống của cá hề.

## Mô tả

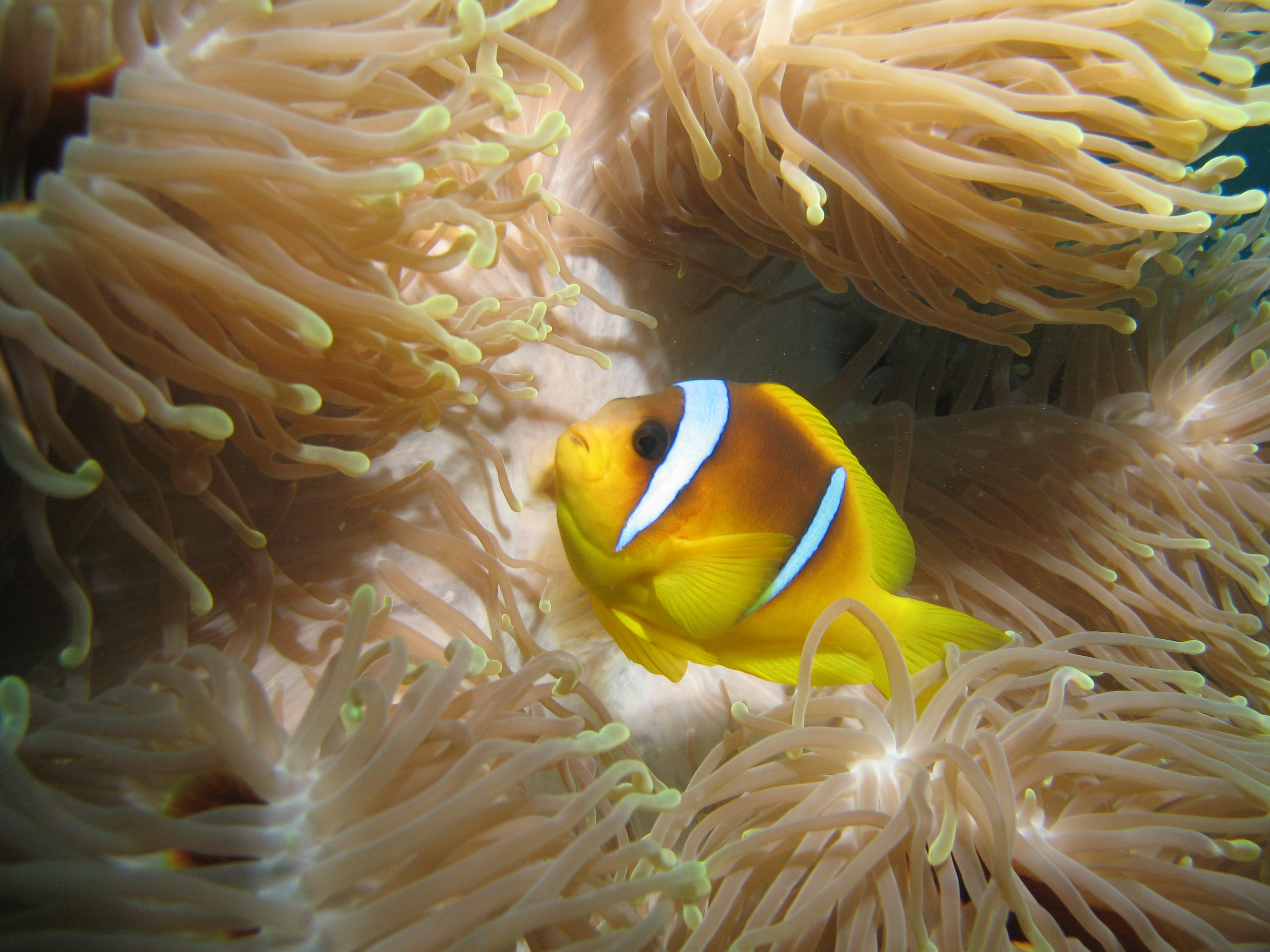
A. bicinctus trong bụi hải quỳ

A. bicinctus có chiều dài cơ thể tối đa được ghi nhận là 14 cm. Loài cá hề này có màu cam sáng hay nâu sẫm ở hai bên thân với hai dải sọc màu trắng (hơi ánh màu xanh lam) trên cơ thể. Dải sọc sau mắt lan rộng ngay trên đỉnh đầu, là đặc điểm giúp phân biệt A. bicinctus với một số loài cá hề có kiểu hình hai dải sọc trắng tương tự (mặc dù dải này có thể thu hẹp ở A. bicinctus, nhưng rất ít được nhìn thấy).
So với A. bicinctus, Amphiprion latifasciatus có vây đuôi xẻ thùy và dải sọc giữa thân rất dày (không hẹp như A. bicinctus). Cả hai rất giống nhau về kiểu màu, nhưng A. latifasciatus chỉ được tìm thấy ở Madagascar và quần đảo Comoro.
Số gai ở vây lưng: 9–10; Số tia vây ở vây lưng: 15–17; Số gai ở vây hậu môn: 2; Số tia vây ở vây hậu môn: 13–14.

## Sinh thái học
A. bicinctus là một loài lưỡng tính tiền nam (cá cái trưởng thành đều phải trải qua giai đoạn là cá đực) nên cá đực có kích thước nhỏ hơn cá cái. Một con cá cái sẽ sống thành nhóm cùng với một con đực lớn (đảm nhận chức năng sinh sản) và nhiều con non nhỏ hơn. Trứng được cá đực lớn bảo vệ và chăm sóc đến khi chúng nở.
A. bicinctus và Amphiprion omanensis được ghi nhận là đã lai tạp với nhau ở ngoài khơi đảo Socotra, nơi mà cả hai loài này rất hiếm khi được nhìn thấy.
Cá đực hoàn thành việc chuyển đổi giới tính sang cá cái trong vòng 26 đến 145 ngày.

## Thương mại
A. bicinctus được đánh bắt bởi những người thu mua cá cảnh. Loài cá hề này cũng đã được nhân giống trong điều kiện nuôi nhốt.